# Isetskij rajon
L'Isetskij rajon (in russo Исетский район?) è un rajon dell'Oblast' di Tjumen', nella Russia asiatica.